# Айюб ібн-Хабіб аль-Лахмі
Айюб ібн-Хабіб аль-Лахмі (*араб. أيوب بن حبيب اللخمي, д/н —після 716) — 3-й валі (намісник) Аль-Андалуса з березня до серпня 716 року.

## Життєпис
Походив з арабського племені аль-Лахмі. Про місце та дату народження відсутні відомості. Був сином сестри Муси ібн-Нусайра, першого валі Аль-Андалуса. У 711 році брав участь у поході Муси до Піренейського півострова. Звитяжно бився протягом 711—714 років в ході підкорення Королівства вестготів.
У 716 році був один з організаторів змови проти свого родича Абд аль-Азіз ібн-Муси, валі Аль-Андалуса, якого було вбито того ж року в Толедо. Після цього Айюб ібн-Хабіб аль-Лахмі призначається новим валі. Одним з перших кроків було перенесення перебування намісника з Кордови до Толедо. В містечку Августа Білбіліс звів замок, названий Калат Айюб, потім перетворено на значну частину міста (дало назву сучасному іспанському міста Калатаюд).
За наказом халіфа Сулеймано замінено на посаді валі Аль-Хурр ібн Абд-аль-Рахман аль-Такафі. Про подальшу долю Айюба немає даних.